# كارلوس رويز (لاعب كرة قدم)
كارلوس رويز (بالإسبانية: Carlos Ruiz Aránega) (20 يوليو 1983 ببسطة في إسبانيا - ) هو لاعب كرة قدم إسباني في مركز الدفاع. لعب مع بونفيرادينا ونادي تينيريفي ونادي غرناطة ونادي مليلية وArenas CD ‏ وCD Baza ‏ وCD Imperio de Albolote ‏.

## وصلات خارجية
- كارلوس رويز على موقع قاعدة بيانات كرة القدم.إي يو (الإنجليزية)
- كارلوس رويز على موقع Soccerway.com (الإنجليزية)
- كارلوس رويز على موقع AS.com (الإسبانية)